# Giovanni Delise
Giovanni Delise, italijanski veslač, * 1. november 1907, Izola, † 19. maj 1947, Izola.
Delise je za Italijo nastopil na Poletnih olimpijskih igrah 1928 in tam s četvercem s krmarjem osvojil zlato.